# Ég a gyertya, ha meggyújtják
Az Ég a gyertya, ha meggyújtják egy népi gyermekdal. Páratlan táncos körjátékot játszanak rá: a dal utolsó sora alatt a körben álló párt választ, vele forog, közben a többiek is párt keresnek. Az kerül a kör közepére, akinek nem jut pár.

## Kotta és dallam
| Ég a gyertya, ha meggyújtják, ezt a lányok szépen fújják. Fújjad, fújjad, kis katona, hadd vigadjon ez az utca. | Ez az utca de szép utca, márványkővel van kirakva. Azt is tudom, ki rakta ki: Pesti kovács pingálta ki. | ① |